# Cadre-71/2-Europameisterschaft 1980

Logo CEB (ausrichtender Verband)

Veranstaltungsort: Torhout

Die Cadre-71/2-Europameisterschaft 1980 war das 33. Turnier in dieser Disziplin des Karambolagebillards und fand vom 15. bis zum 18. November 1979 in Torhout statt. Die Meisterschaft zählte zur Saison 1979/80. Es war die achte Cadre-71/2-Europameisterschaft in Belgien.

## Geschichte
Dieter Müller stand bei dieser EM als amtierender Weltmeister kurz vor seinem dritten Titel im Cadre 71/2. Nachdem er die Vorrunde überzeugend gewonnen hatte und die siegreiche Partie gegen Francis Connesson in zwei Aufnahmen mit in die Endrunde nahm, lief alles nach Plan. In der ersten Partie der Endrunde spielte er aber in einer mäßigen Partie in neun Aufnahmen gegen den Titelverteidiger Raymond Ceulemans Unentschieden. Da Connesson gegen Hans Vultink gewann, war ein Sieg gegen Vultink nötig. Auch in dieser Partie lief es nicht gut für den Berliner. Man vermisste die sonst so große Sicherheit in entscheidenden Situationen und er verlor mit 264:300 in sieben Aufnahmen. Durch einen gleichzeitigen Sieg mit 300:255 in zwei Aufnahmen von Connesson gegen Ceulemans wurde der Franzose verdient zum dritten Mal Europameister in dieser Disziplin.

## Turniermodus
Es wurde in zwei Gruppen à fünf Spielern eine Vorrunde im Round Robin System bis 300 Punkte gespielt. Die beiden Gruppenbesten kamen in die Endrunded. Die gespielten Partien aus der Vorrunde wurden übernommen. Die Plätze 5–10 wurden ausgespielt. Bei MP-Gleichstand wird in folgender Reihenfolge gewertet:
1. MP = Matchpunkte
2. GD = Generaldurchschnitt
3. HS = Höchstserie

## Vorrundentabellen
| MP    | Match Points (Sieger = 2; Unentschieden = 1; Verlierer = 0) |
| Pkte. | Erzielte Karambolagen                                       |
| Aufn. | Benötigte Versuche                                          |
| GD    | Generaldurchschnitt                                         |
| BED   | Bester Einzeldurchschnitt eines Spielers                    |
| HS    | Höchstserie                                                 |
|       | Bester GD des Turniers                                      |
|       | Bester ED des Turniers                                      |
|       | Beste HS des Turniers                                       |
|       | 1. Platz (Gold)                                             |
|       | 2. Platz (Silber)                                           |
|       | 3. Platz (Bronze)                                           |

| Platz | Name              | MP  | Pkte | Aufn. | GD    | BED    | HS  |
| ----- | ----------------- | --- | ---- | ----- | ----- | ------ | --- |
| 1     | Hans Vultink      | 8:0 | 1200 | 22    | 54,54 | 75,00  | 199 |
| 2     | Raymond Ceulemans | 4:4 | 1062 | 21    | 50,57 | 150,00 | 180 |
| 3     | Klaus Hose        | 4:4 | 840  | 20    | 42,00 | 75,00  | 155 |
| 4     | Marc de Sutter    | 4:4 | 704  | 25    | 28,16 | 42,85  | 146 |
| 5     | Kurt Mastny       | 0:8 | 609  | 30    | 20,30 | –      | 84  |

| Platz | Name              | MP  | Pkte | Aufn. | GD    | BED    | HS  |
| ----- | ----------------- | --- | ---- | ----- | ----- | ------ | --- |
| 1     | Dieter Müller     | 8:0 | 1200 | 23    | 52,17 | 150,00 | 298 |
| 2     | Francis Connesson | 6:2 | 1047 | 23    | 45,52 | 150,00 | 157 |
| 3     | Fonsy Grethen     | 5:3 | 915  | 50    | 18,30 | 25,00  | 122 |
| 4     | Javier Arenaza    | 2:6 | 783  | 39    | 20,07 | 25,00  | 123 |
| 5     | Willy Wesenbeek   | 1:7 | 1107 | 47    | 23,55 | 15,78  | 147 |

### Platzierungsspiele
| Platz            | Name            | MP  | Pkte | Aufn. | GD    | BED   | HS  |
| ---------------- | --------------- | --- | ---- | ----- | ----- | ----- | --- |
| Spiel um Platz 9 |                 |     |      |       |       |       |     |
| 9                | Willy Wesenbeek | 2:0 | 300  | 4     | 75,00 | 75,00 | 140 |
| 10               | Kurt Mastny     | 0:2 | 48   | 4     | 12,00 | –     | 20  |
| Spiel um Platz 7 |                 |     |      |       |       |       |     |
| 7                | Javier Arenaza  | 2:0 | 300  | 5     | 60,00 | 60,00 | 108 |
| 8                | Marc de Sutter  | 0:2 | 233  | 6     | 46,60 | –     | 140 |
| Spiel um Platz 5 |                 |     |      |       |       |       |     |
| 5                | Fonsy Grethen   | 2:0 | 300  | 5     | 60,00 | 60,00 | 117 |
| 6                | Klaus Hose      | 0:2 | 287  | 5     | 57,40 | –     | 111 |

## Endrunde
| Platz | Name              | MP  | Pkte | Aufn. | GD     | BED    | HS  |
| ----- | ----------------- | --- | ---- | ----- | ------ | ------ | --- |
| 1     | Francis Connesson | 4:2 | 747  | 7     | 106,71 | 150,00 | 286 |
| 2     | Hans Vultink      | 4:2 | 824  | 18    | 45,77  | 42,85  | 199 |
| 3     | Dieter Müller     | 3:3 | 864  | 18    | 48,00  | 150,00 | 298 |
| 4     | Raymond Ceulemans | 1:5 | 765  | 19    | 40,26  | 33,33  | 189 |

## Abschlusstabelle
| Platz                      | Name              | Spiele | MP   | Pkte | Aufn. | GD    | BED    | HS  |
| -------------------------- | ----------------- | ------ | ---- | ---- | ----- | ----- | ------ | --- |
| 1                          | Francis Connesson | 6      | 10:2 | 1647 | 28    | 58,82 | 150,00 | 286 |
| 2                          | Hans Vultink      | 6      | 10:2 | 1724 | 32    | 53,87 | 75,00  | 199 |
| 3                          | Dieter Müller     | 6      | 9:3  | 1764 | 39    | 45,23 | 150,00 | 298 |
| 4                          | Raymond Ceulemans | 6      | 5:7  | 1617 | 32    | 50,53 | 150,00 | 189 |
| 5                          | Fonsy Grethen     | 5      | 5:5  | 1215 | 55    | 22,09 | 60,00  | 122 |
| 6                          | Klaus Hose        | 5      | 4:6  | 1127 | 25    | 45,08 | 75,00  | 155 |
| 7                          | Javier Arenaza    | 5      | 4:6  | 1083 | 44    | 24,61 | 60,00  | 123 |
| 8                          | Marc de Sutter    | 5      | 4:6  | 937  | 30    | 31,23 | 42,85  | 146 |
| 9                          | Willy Wesenbeek   | 5      | 3:7  | 1407 | 51    | 27,58 | 75,00  | 147 |
| 10                         | Kurt Mastny       | 5      | 0:10 | 657  | 34    | 19,32 | –      | 84  |
| Turnierdurchschnitt: 35,61 |                   |        |      |      |       |       |        |     |